# 徐屯镇
徐屯镇，是中华人民共和国辽宁省营口市盖州市下辖的一个乡镇级行政单位。

## 行政区划
徐屯镇下辖以下地区：
徐屯村、曾店村、松屯村、前松屯村、龙湾村、卢屯村、韩家沟村、塔子沟村、山嘴村和狼洞沟村。